# Max Payne 3
Max Payne 3 (Макс Пејн 3) је видео-игра која спада у жанр пуцачина из трећег лица. Представља наставак видео игара Max Payne и Max Payne 2: The Fall of Max Payne. Игру је развио и објавио Рокстар гејмс 15. маја 2012. године за PlayStation 3 и Xbox 360. Дана 29. маја исте године објављена је верзија за Windows, а 20. јуна 2013. за OS X.

## О игри
Радња игре се одвија у Сао Паолу, за разлику од првог и другог дела који су се одвијали у Њујорку. Девет година након догађаја из другог дела игре, бивши полицијски детектив Макс Пејн запослен је као приватни телохранитељ у Бразилу, где ради за веома богатог тајкуна, чија жена нестаје док је он на дужности. Иако дубоко истраумиран и сасвим сломљен (што се још боље види захваљујући уверљивој анимацији), Макс подмазан вискијем скупља снагу да крене у акцију њеног спасавања. Тако се завереничко клупко интрига и лажи одмотава, док играч напредује кроз дванаесточасовну линеарну соло кампању. Упркос сунцу и егзотичном окружењу, игра успева да буде мрачна: пре свега захваљујући очајном, али и непобедивом самодеструктивном Максу, али и због флешбекова који додатно дефинишу протагонисту, док истовремено представљају важну нит са претходним играма.
За разлику од првог и другог дела, у трећем делу постоји мод за више играча, омогућавајући да се до 16 играча укључи у кооперативну и конкурентну игру поновним креирањем вишеструких појединачних поставки.